# Paul Van Rafelghem
Paul Van Rafelghem (Brugge, 6 januari 1936) is een Belgisch beeldhouwer, tekenaar en installatiekunstenaar.

## Levensloop
Van Rafelghem volgde de kunsthumaniora aan het ISL in Gent (1949-1955). Hij vervolgde met studies beeldhouwen aan het Instituut Ter Kameren in Brussel (1955-1958).
Hij werd leraar aan de Academie voor Schone Kunsten in Roeselare (1970-1975) en vervolgens docent beeldhouwen aan de Koninklijke Academie voor Schone Kunsten van Gent.
In 1993 was hij gastleraar aan het College of Art in Kanazawa, Japan.

## Werken
- St.-Pietersparochie Kuurne, losstaande kerktoren (35 m hoog), 1971.
- Een schone ingang, reliëf, Park van Heule, 1971.
- Groot gebonden marmer I, Broelmuseum Kortrijk, 1975.
- Groot gebonden marmer II, 1975.
- Loden boek met aarde-inhoud, 1982.
- Horizontale gedenksteen in ruwe blauwe hardsteen, Begraafplaats Hoog-Kortrijk.

## Erkenningen
- Prijs voor beeldhouwkunst van de Provincie West-Vlaanderen, 1958.
- Prijs voor de Jonge Belgische Beeldhouwkunst, 1970.
- Laureaat Prijs voor de Beeldhouwkunst van de Provincie West-Vlaanderen, 1970.
- Gouden Medaille Peace 75 bij de dertigste verjaardag van de UNESCO.
- Laureaat voor de Jonge Belgische Beeldhouwkunst, 1981.
- Prijs Berthe Art, Brussel, 1981.
- Oorkonde van de stad Salzburg, 1981.